# Austromyrtus aphthosa
Austromyrtus aphthosa là một loài thực vật có hoa trong Họ Đào kim nương. Loài này được (Vieill. ex Brongn. & Gris) Burret mô tả khoa học đầu tiên năm 1941.